# Hüthum

Lage von Hüthum in Emmerich am Rhein

Hüthum ist ein Ortsteil der nordrhein-westfälischen Stadt Emmerich am Rhein.

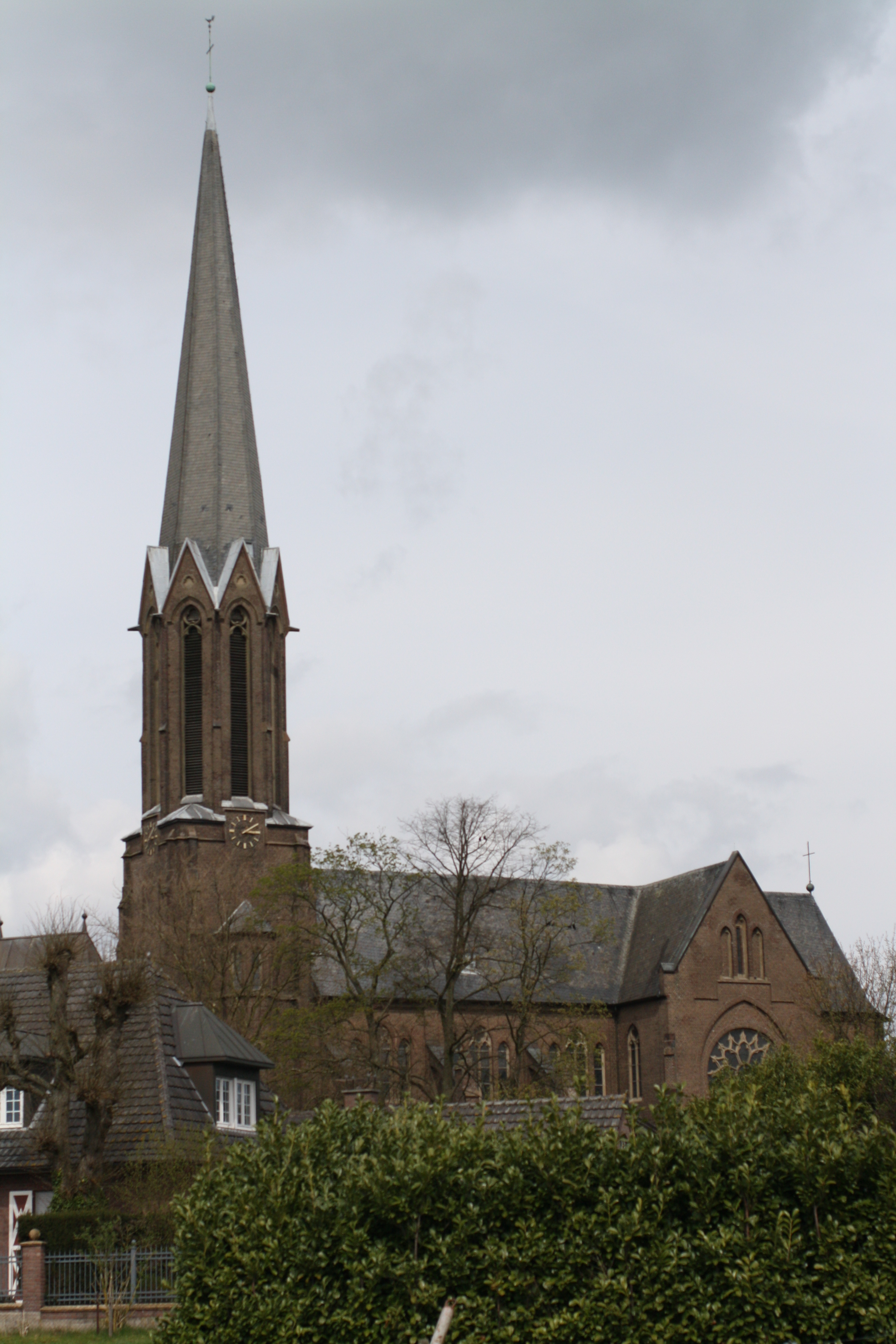
Kirche St. Georg in Hüthum

## Baudenkmäler
In der Liste der Baudenkmäler in Emmerich am Rhein sind für Hüthum fünf Baudenkmäler aufgeführt:
- die Katholische Kirche St. Georg, erbaut im Jahr 1900 nach Plänen von Johann Adam Rüppel (1864–1930)
- die Hüthumer Mühle, ein Turmholländer
- der Friedhof Hüthum
- das Alte Gasthaus Christ
- das Gefallenendenkmal

## Söhne und Töchter
- Gisbert Lensing (1783–1856), katholischer Priester, Kanoniker, später Gutsbesitzer und Politiker
- Felix Lensing (1859–1924), Landwirt und Politiker sowie Mitglied des Reichstages der Zentrumspartei